# Brett Newski

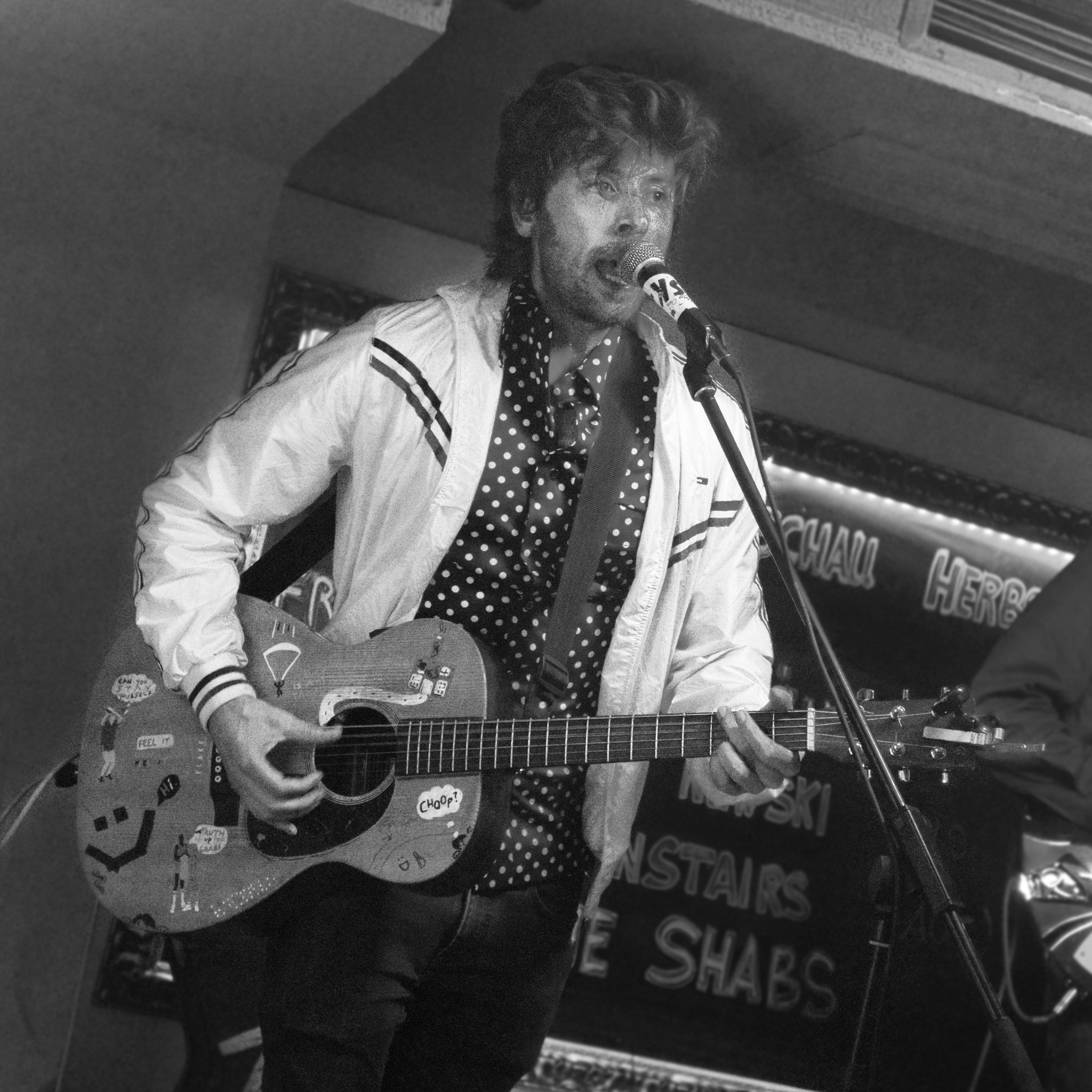
Brett Newski während seines Konzerts im Pub Bart in Timelkam, Österreich am 17. Oktober 2023

Brett Newski (geboren als Brett Wisniewski) ist ein nordamerikanischer Nomade, Songwriter, Podcaster, Illustrator, Autor und Alternative-Gitarrist der Milwaukee, Wisconsin-Indie-Rockband NEWSKI. Er hat an Songs mit Matthew Caws von Nada Surf, Steven Page von Barenaked Ladies, Ryan Miller von Guster, H Burns und Brian Vander Ark von The Verve Pipe zusammengearbeitet.
Im Jahr 2011 tourte er sechs Monate lang allein durch Südostasien, bis er unterwegs seine erste Solo-LP In Between Exits, fertigstellte. Das Album wurde in billigen Hostels und Wohnungen in Thailand, Vietnam, Hongkong, Korea und auf den Philippinen geschrieben und aufgenommen. Unter dem Namen „Homeless in Asia Tour“ absolvierte Newski 30 Shows an unkonventionellen Orten wie Couchsurfer Apartments, einem vietnamesischen Lebensmittelladen, einem koreanischen Plattenladen und auf Hausdächern in Hongkong, während er auch Clubshows spielte. Während seines Aufenthalts in Vietnam schrieb er Werbejingles für Saatchi & Saatchi.
Im Jahr 2012 absolvierte Newski zur Unterstützung von „In Between Exits“ eine 20-tägige Tour durch Südafrika, bei der er ausschließlich mit öffentlichen Verkehrsmitteln unterwegs war.  Im selben Jahr gründete er in Vietnam mit dem Schlagzeuger Mean Matt Green (Großbritannien) und dem Bassisten Jeffro Ganter (Vancouver, Kanada) die Band „Brett Newski & the Corruption“. Die Band tourte durch die USA und Asien. Die Mitglieder lebten in Saigon, Vietnam (auch bekannt als Ho-Chi-Minh-Stadt) und veröffentlichten ein Album, Tiny Victories. Ihr Sound wurde verglichen mit Weezer, R.E.M., The Hives, Pixies und The Violent Femmes; Aus seinen Reisen ging später die YouTube-Reiseshow „Crusty Adventures“ hervor, die die komödiantische Schattenseite des DIY-Tourismus in Europa, Australien und Amerika dokumentiert.
2014 veröffentlichte Newski sein zweites Soloalbum American Folk Armageddon auf Good Land Records. Das Album rief Vergleiche mit Jack White hervor. Das Album wurde von der deutschen Plattenfirma Make My Day Records für eine Veröffentlichung in Europa aufgegriffen. Newski tourte 2014 ausgiebig, um das Album zu unterstützen, einschließlich Touren mit Rocky Votolato in Europa, Pete Donnelly und Carter Hulsey in den USA und Jon Shaban in Südafrika.
Newski tourte 2015 weiter und spielte Shows in Südafrika, Europa und den USA. Im Juni 2015 veröffentlichte Newski die von Victor DeLorenzo produzierte Kassette Hi-fi D.I.Y., gefolgt von „Land Air Sea Garage“, die gute Pressekritiken in Rolling Stone, Paste und The Boston Globe erhielt.
Newski war auch als Vorgruppe der Violent Femmes auf Tournee. Seine letzte Veröffentlichung „Life Upside Down“ erhielt viel Lob, was zu Support-Shows mit Pixies, Manchester Orchestra, New Pornographers, Chuck Ragan, Courtney Barnett und Ike Reilly führte.
Newskis Podcast Dirt from the Road behandelt die seltsamsten Geschichten von Musikern auf der Straße und beschäftigt sich mit der Aufrechterhaltung einer gesunden mentalen Gesundheit als Künstler/Reisender. Zu Gast waren unter anderem Dashboard Confessional, All American Rejects, The Lumineers, Manitowoc Minute, Joe List, Fruit Bats (Band), We Are Scientists, Toad the Wet Sprocket, Verve Pipe, Cloud Nothings, Stephen Kellogg, Frank Turner, Barenaked Ladies' Mitbegründer Steven Page, Heartless Bastards, Noah Guthrie, The Thermals und The Von Bondies.
Im Jahr 2021 veröffentlichte Newski das Buch „It's Hard to be a Person: Defeating Anxiety, Surviving the World, and Having More Fun.“, das in einer Sammlung von Illustrationen Humor mit psychischen Problemen verbindet. Newski erklärt, die Zeichnungen seien als kathartischer Witz entstanden, um sich über seine eigenen Ängste lustig zu machen. Das Buch wurde von Billboard aufgegriffen, NPR, American Songwriter, NBC, und CBS. Die erste Auflage war innerhalb eines Monats ausverkauft.
Der Komiker Charlie Berens erklärte: „Wenn ich unterwegs bin und Comedy mache, besteht meine halbe Arbeit aus Angst. Bretts Buch ist ein großartiges Werkzeug, um diese Energie zu nutzen. Und das Beste daran ist, wenn ich zu faul zum Lesen bin, kann ich mir einfach die Bilder ansehen.“
Stelth Ulvang von The Lumineers sagte: „Ich liebe es, wie einfach Newski es macht, sich durch die dunklen Dinge mit gut platziertem Humor und Härte durchzupflügen.“

## Alben
- In Between Exits (2011, Yes Please Records)
- In Between Exits (Extended Release) (2012, Yes Please Records)
- Saigon at Night (2012, Yes Please Records)
- Tiny Victories (2013, Yes Please Records)
- American Folk Armageddon (2014, Good Land Records)
- Hi-fi D.I.Y. (2015, Breadking Records)
- Land Air Sea Garage (2016, Nomad Union)
- The Worst of Brett Newski (2017, Nomad Union)
- Life Upside Down (2018, Nomad Union)
- Going Solo Is Better than Being Alone: Live in Wisconsin (2019, Nomad Union)
- Don't Let the Bastards Get You Down (2020, Nomad Union)
- It's Hard to Be a Person: Soundtrack to the Book (2021, Nomad Union)
- Theoretical Soul EP (2022, Nomad Union)
- Friend Rock (2023, Nomad Union)